# 後西遊記
《後西遊记》是《西游记》三大续书之一（另两者为《续西游记》、《西游补》），共四十回，作者不详，仅标明“天花才子评点”。其对神魔精魅的描写，较《西游》中的神魔更具现实感，其程度也就更直截和强烈。
主要劇情是唐憲宗年間，唐玄奘取得的真經遭貪僧歪解，如來封了經書，令唐玄奘選取經人去靈山求得真解。唐玄奘選得大颠和尚（唐半偈），又集合了孫小聖、豬一戒、沙彌，師徒四人歷盡千辛萬苦終於到達靈山見佛，取得真解。
《後西遊记》的主要角色為大颠和尚（唐半偈）與孙小圣、猪一戒、沙弥。在花果山上又生出一石猴，称为小圣。孙小圣與大颠和尚前往西天取經，路上相繼收留了猪一戒、沙弥。大颠師徒四人多次陷入危难，终於抵達灵山，求得真解。
1992年，台灣漫畫家蔡志忠把本書內容漫畫化。
华视在1981年有後西游记电视剧，而中視在1988年也有後西遊記電視劇，詳見下方#電視劇。

## 登场人物
- 唐半偈（大顛和尚）：唐玄奘尋得的僧人，與孫小聖、豬一戒和沙彌一起赴西天求真解。該書中，唐半偈的性格與《西遊記》中的唐僧不同，並不懦弱和是非不分。
- 孙小圣（孫履真）：花果山上又產一靈石所生，孫悟空的徒弟。
- 猪一戒（豬守拙）：豬八戒與高翠蘭之子。
- 沙致和（沙弥）
- 龍馬：曾載過伏羲的龍馬
- 媚陰和尚：沙悟淨的骷髏項鍊經修練之後變成的和尚。
- 缺陷大王
- 解脱大王
- 玉面娘娘
- 牛魔王
- 罗刹鬼母：原為鐵扇公主，因修成正果，而讓牛魔王成為了鬼王。成為了鬼王的牛魔王將將玉面公主復活，並建立了「羅剎鬼國」，且建了剎女行宮以感念拉拔之恩。羅剎女亦安排了一名翠雲山的人在此國。[3]
- 蛇丈八
- 黑孩儿太子
- 文明大王
- 麝鹿精
- 十恶王
- 九尾狐仙
- 哼怪、哈怪
- 阴大王、阳大王
- 造化小儿
- 三尸大王
- 六贼
- 长颜姐姐不老婆婆
- 虱怪
- 观音菩萨
- 老子
- 如来佛祖

## 影視改編

### 電視劇
中視在1988年改編推出電視劇，於1988年8月13日至1989年2月11日的每週六下午17:30至19:00播出，每集90分鐘，共26集。

#### 演員
- 唐半偈：戈偉家
- 孫履真：龍傳人
- 豬守拙 (法號：豬一戒)：任仲偉→王德志
- 沙致和 (暱稱：沙彌)：金浩
- 唐三藏：楊力→李長安
- 孫悟空：張光禧→朱鴻欽
- 豬八戒：王德志
- 沙悟淨：孫樹培
- 太白金星：劉幼斌
- 觀世音：朱麗英
- 如來佛祖：孟元→屈瑞琪
- 唐憲宗：尤國棟
- 國師：王瑞林
- 韓愈：康殿宏

#### 主題曲
《後西遊記》
作詞：汪威江
作曲：蔡宗政
主唱：王瑞瑜